# Banka (Piešťany)
Banka je naseljeno mjesto u okrugu Piešťany u Trnavskom kraju u Slovačkoj.

## Stanovništvo
| Godina:     | 1994. | 2004. | 2014.   | 2024.   |
| ----------- | ----- | ----- | ------- | ------- |
| Broj ljudi: | 0     | 2173  | 2123    | 2149    |
| Razlika:    |       | –     | -2,30 % | +1,22 % |

| Godina:     | 2023. | 2024.   |
| ----------- | ----- | ------- |
| Broj ljudi: | 2159  | 2149    |
| Razlika:    |       | -0,46 % |

Prema podacima o broju stanovnika iz 2024. godine naselje je imalo 2149 stanovnika.

## Vanjske poveznice
|  | Zajednički poslužitelj ima još gradiva o temi Banka (Piešťany) |

- Službena stranica naselja (sl.)